# Provinz Zagora

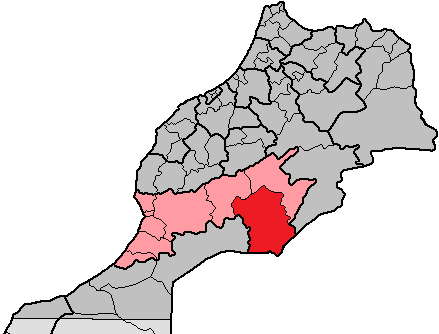
Provinz Zagora innerhalb der ehemaligen marokkanischen Region Souss-Massa-Draâ

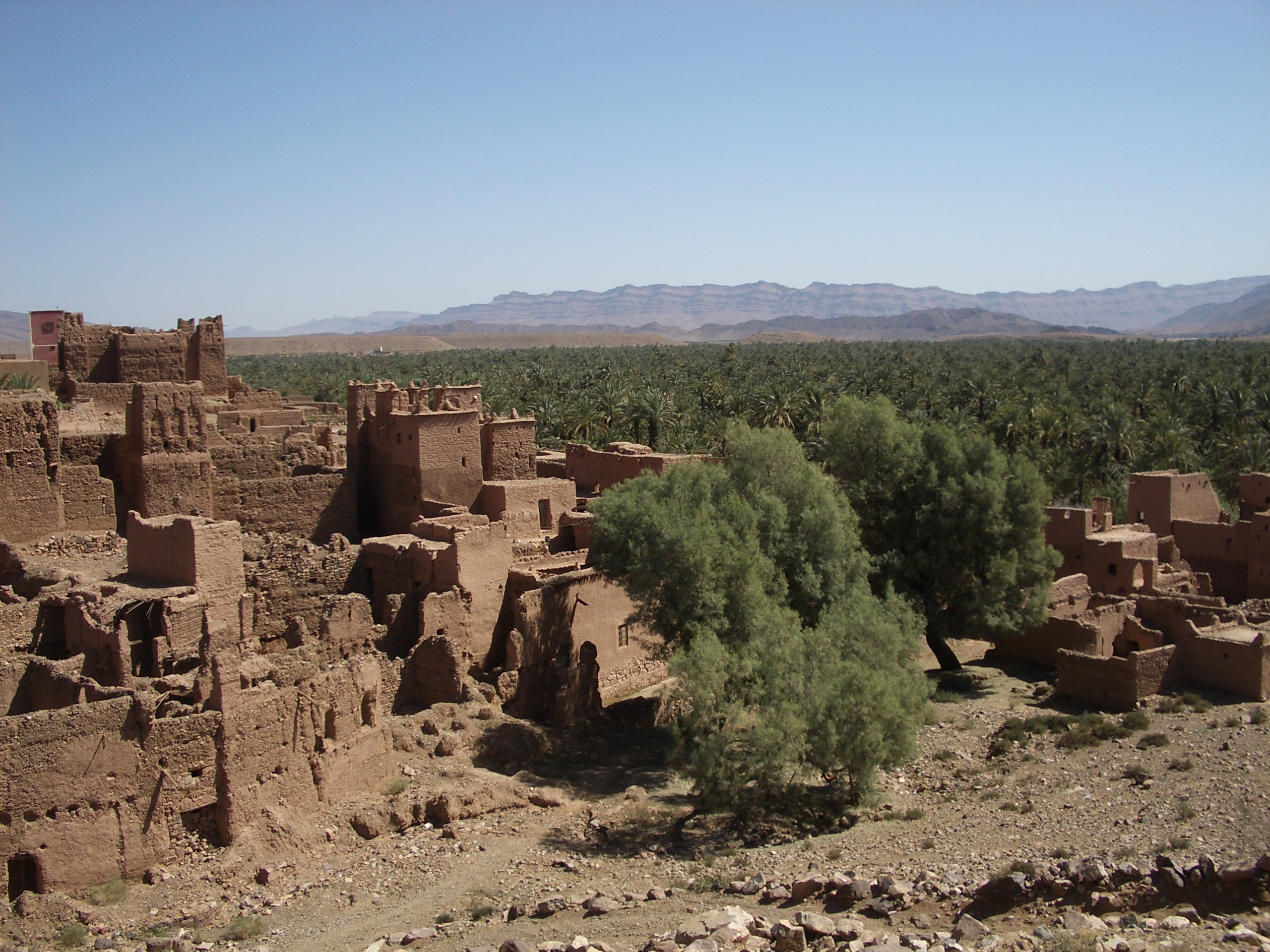
Zerfallende Tighremts im Drâa-Tal

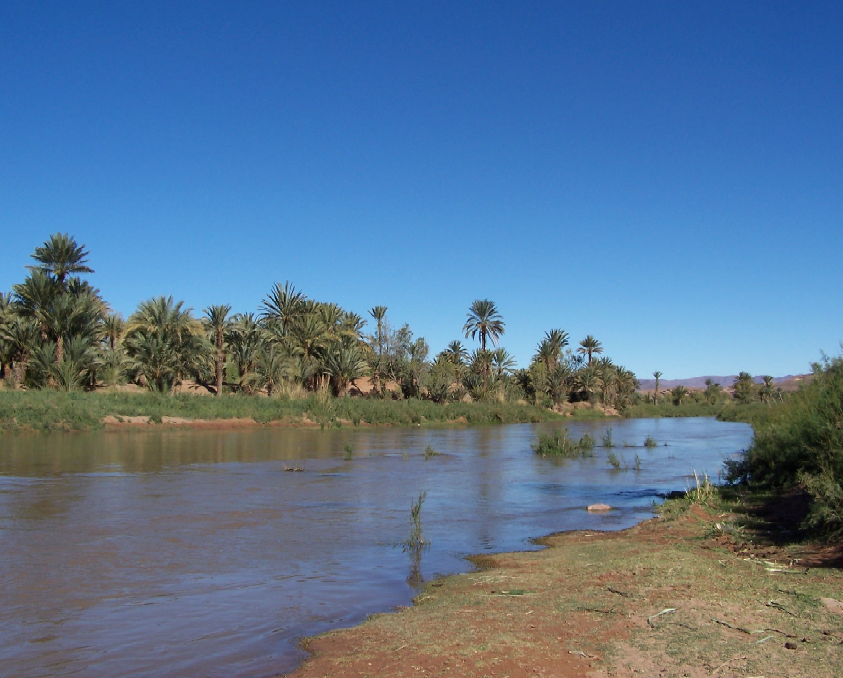
Flussoase im Drâa-Tal

Die etwa 21.000 km² große und um die 310.000 Einwohner zählende Provinz Zagora (arabisch قليم زاكورة; Zentralatlas-Tamazight ⵜⴰⵙⴳⴰ ⵏ ⵜⵣⴰⴳⵓⵔⵜ) ist Bestandteil der marokkanischen Region Drâa-Tafilalet; bis zum Jahr 2015 gehörte sie zur Region Souss-Massa-Draâ. Hauptort der Provinz ist die Stadt Zagora.

## Geographie

### Lage
Die Provinz Zagora grenzt im Westen an die Provinz Tata, im Nordwesten an die Provinz Ouarzazate, im Nordosten an die Provinz Tinghir, im Südosten an die Provinz Errachidia und im Süden an Algerien.

### Landschaft
Die Landschaft gliedert sich in drei Bereiche: Das etwa 800 bis 1000 m hochgelegene Drâa-Tal mit seinen Flussoasen bildet die Lebensader und den Hauptverkehrsweg der Provinz. Westlich und östlich davon erheben sich die östlichen Ausläufer des Anti-Atlas-Gebirges bis in Höhen von 1700 m. Im Süden befindet sich das wüstenartige Saharavorland, welches – abgesehen von der knapp 1100 m hohen Bergkette des Jbel Bani – in einer Höhe von etwa 700 m liegt.

### Klima
Das Klima ist üblicherweise heiß und trocken. Tagestemperaturen von 45 °C sind im Sommer keine Seltenheit – im Winter sind es meist zwischen 25 und 30 °C; nachts kühlt es jedoch in der Regel je nach Bewölkung auf etwa 5–15 °C im Sommer bzw. 0 bis 10° im Winter ab.

## Bevölkerung
Von den etwa 250.000 Einwohnern der Provinz leben etwa ein Drittel in den drei Städten Agdz, Zagora und Mhamid. Zwei Drittel verteilen sich im Wesentlichen auf die Landgemeinden (communes rurales) der Flussoasen am Oued Drâa. Die Bergregionen sind kaum bevölkert. Die meisten hier lebenden Menschen sind Berber; gesprochen wird neben Zentralatlas-Tamazight auch Arabisch.

## Wirtschaft
Die traditionelle Oasenwirtschaft, deren Leitpflanze die Dattelpalme ist, versorgte über Jahrhunderte (wahrscheinlich sogar Jahrtausende) die Menschen mit den lebensnotwendigen Nahrungsmitteln. Tiere (Schafe, Ziegen, Hühner) konnten in den Oasen nicht mehr frei laufen, sondern mussten in Ställen gehalten und von den Menschen gefüttert werden. Aufgrund der großen Entfernungen war die gesamte Wirtschaftsstruktur auf Selbstversorgung ausgerichtet. Märkte bzw. Städte entstanden im Drâa-Tal erst während der französischen Kolonialzeit. Seit den 1970er Jahren nimmt der Tourismus im Drâa-Tal jährlich mehr und mehr zu.

## Geschichte
Auch wenn sich kaum archäologisch verwertbare Überreste erhalten haben – ganz zu schweigen von schriftlichen Zeugnissen – muss man doch davon ausgehen, dass das Drâa-Tal eine der ersten Gegenden in Marokko war, in welcher die Menschen früherer Zeiten sesshaft wurden. Die Flussoasen versorgten die Menschen und anfangs auch noch die Tiere mit allem Lebensnotwendigen, so dass die Zeiten des Umherziehens als Jäger und Sammler oder aber als Viehnomaden hier um 3000 v. Chr., vielleicht auch erst um 2000 v. Chr. ein frühes Ende fand. Seit alters her wurden wohl Gerste, Hirse, Ackerbohnen, evtl. auch Kichererbsen angebaut. Im Laufe der Zeit wurden weitere Pflanzen aus anderen Gegenden hierher gebracht – auf diese Weise kamen sehr wahrscheinlich Feigen-, Granatapfel-, Oliven- und Mandelbäume sowie Feigenkakteen und Weinreben, später dann auch Kartoffeln, Tomaten und andere Gemüsesorten hierher.
In den dünn besiedelten Bergregionen blieb die traditionelle halbnomadische Lebensweise (Transhumanz) bis in die heutige Zeit erhalten.

## Sehenswürdigkeiten
Die wenigen archäologischen Zeugnisse im Drâa-Tal bestehen aus einigen vielleicht 4000 bis 6000 Jahre alten Felszeichnungen (Petroglyphen) mit Darstellungen von Wildtieren, die einst hier gelebt haben müssen – noch in karthagischer Zeit lebten im Norden Afrikas Elefanten. Deutlich jünger (um 500 v. Chr. bis um 500 n. Chr.) sind die Gravuren auf einigen Stelen und Felsplatten, die mit nicht lesbaren geometrischen Zeichen in der sogenannten „libysch-berberischen Schrift“ bedeckt sind.

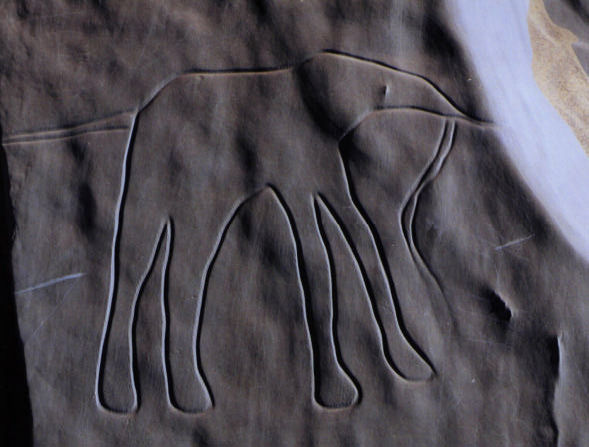
Elefant(?)
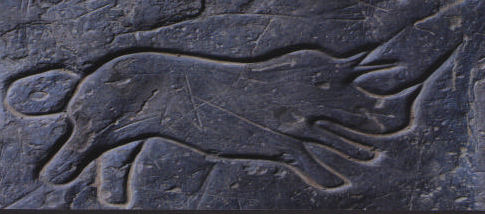
Nashorn
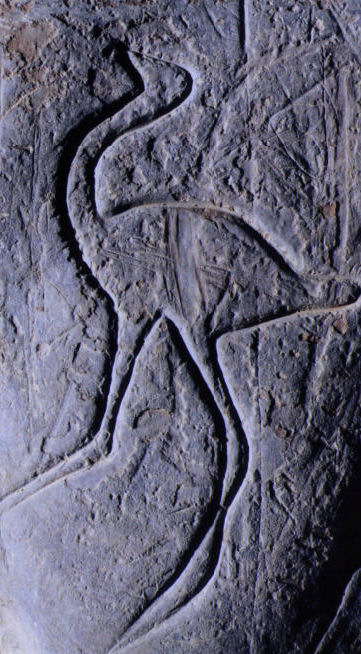
Strauß
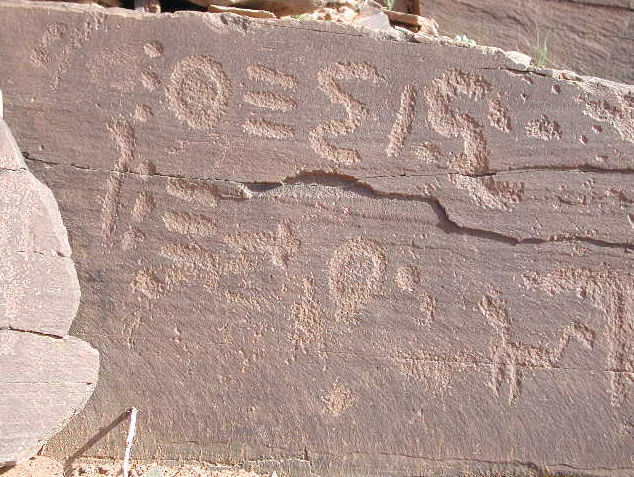
Libysch-Berberische Schrift